# Beira (kraina)

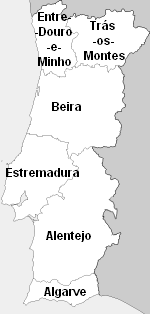
Mapa Portugalii

Beira – kraina geograficzna i historyczna w środkowej Portugalii, nad Oceanem Atlantyckim, na południe od rzeki Duero. Teren wyżynno-górzysty, jedynie w rejonach przybrzeżnych występują niziny. Główne ośrodki miejskie to Coimbra, Covilhã i Aveiro.
Gospodarka opiera się na turystyce, rolnictwie (uprawa zbóż, winorośli, drzew cytrusowych), rybołówstwie, hodowli zwierząt (wypas owiec oraz kóz w wyżej położonych rejonach) i przemyśle wydobywczym (złoża wolframu, uranu i cyny). Okoliczne rzeki Duero, Tag i Mondego są wykorzystywane do produkcji energii elektrycznej i nawadniania.